# アルフレート・フォン・レヴィンスキー
アルフレート・アウグスト・ルートヴィヒ・フォン・レヴィンスキー（Alfred August Ludwig Wilhelm von Lewinski、1831年1月14日 - 1906年7月22日）は、プロイセン王国の陸軍軍人。歩兵大将。兄のエドゥアルト・フォン・レヴィンスキーは砲兵大将。

## 経歴
レヴィンスキーは当初、ヴァールシュタットの士官候補生（カデット）だった。しかし、1844年7月に実家に戻り、シュテッティンのフリードリヒ・ヴィルヘルム・ギムナジウムを経て、ベルリンの実科学校に通った。その後、1848年6月7日にプロイセン陸軍歩兵第9連隊に入隊し、1849年3月11日に下士官に任命され、1849年12月6日に少尉に昇進した。1853年10月中旬から1856年7月末までプロイセン陸軍大学校に通った。その後、1857年10月1日から1859年7月1日までステッティン師団学校の教師を務め、1858年2月9日に中尉に昇進した。
1864年に大尉としてドイツ・デンマーク戦争（第二次シュレースヴィヒ＝ホルシュタイン戦争）に参加し、ビュッフェルコッペルで戦い、デュッペラー・シャンツェン襲撃とアルゼン横断に参加した。その功績により、1864年8月14日、ホーエンツォレルン家勲章剣付騎士十字章を授与された。終戦後、彼は第3軍団総司令部の副官となった。1866年のドイツ戦争では、第1軍団総司令部に所属し、ミュンヘングレッツ、ギッチン、ケーニッヒグレッツの戦いに参戦した。
1867年に参謀本部に移されたレヴィンスキーは、1870年に第5師団参謀として普仏戦争に参加し、メス周辺の戦いに参加した後、ロワール河畔で戦った。特にヴィレール・レ・プレノワとチェンジの戦いで頭角を現し、その功績によりプール・ル・メリット勲章を授与された。
1872年には中佐に昇進し、第9軍団参謀長となった。1874年9月19日に大佐となり、1878年2月5日から1880年11月17日まで第19歩兵連隊「フォン・クルビエール」（ポーゼン第2）の連隊長を務めた。 その後、第9歩兵旅団の指揮官に任命された。1881年1月18日に少将に昇進すると、レヴィンスキーはこの旅団の司令官となった。1885年11月2日に同師団を手放し、第4師団の責任者となり、1885年12月12日に中将に昇進した後、1889年4月7日まで同師団を指揮した。 その後、レヴィンスキーはストラスブール 総督に任命され、1890年1月27日に歩兵大将に昇進した。1890年11月4日からは第十五軍団 司令官を務めた。1892年4月1日、赤鷲勲章オーク葉剣大十字章を授与され、退役した。